# Iwan Wahyłewycz
Iwan Wahyłewycz, Jan Wagilewicz (ukr. Іван Вагилевич, ur. 2 września 1811 w Jasieniu, zm. 10 maja 1866) – ksiądz greckokatolicki, ukraiński działacz „Ruskiej Trójcy”, poeta-romantyk (pisał po ukraińsku i polsku), historyk, etnograf, folklorysta, tłumacz, od 1851 kustosz biblioteki Ossolineum. 
Autor gruntownej naukowej interpretacji Słowa o wyprawie Igora (napisanej w j. polskim, zamieszczonej w „Monumenta Poloniae Historica” wydawanym przez Augusta Bielowskiego), zarysu historii literatury ruskiej Zamitky o rus'kij literaturi, pracy Pys'mennyky Polszczi-ukrajinci (Pisarze Polski – Ukraińcy), prac o słowiańskiej symbolice i demonologii. Redaktor ukraińskiej gazety Dnewnyk rus’kyj (1848). Był korektorem drugiego wydania Słownika Lindego. Współautor Rusałki Dnistrowej.

## Życiorys
Urodził się w rodzinie ksiądza greckokatolickiego. Studiował w Greckokatolickim Seminarium Generalnym we Lwowie, wyświęcony w 1846. Za przywiązanie do kultury polskiej i działalność w „Ruskim Soborze” był ostro atakowany przez ukraiński ruch narodowy oraz świętojurców, w 1848 wystąpił z Cerkwi greckokatolickiej, i został ewangelikiem. To z kolei spowodowało zerwanie kontaktów przez polskich współpracowników. 
Jako romantyk gorąco interesował się przeszłością narodu ruskiego, jego życiem oraz językiem, poszukując w nim cech samodzielnych. Starał się udowodnić fakt istnienia niezależnego narodu ruskiego i jego odrębności od czasów najdawniejszych.
Opublikował wiele dzieł w języku polskim, m.in. Kronika południowej Rusi, Monaster Skit w Maniawie, Rozprawy o języku południowo-ruskim, Gramatyka języka małoruskiego w Galicji (1846). Posiada również wkład w wydanie Latopisu Nestora dokonane przez Augusta Bielowskiego, bowiem pomagał mu w tłumaczeniu tekstu na język polski. 
W swoich badaniach nad etnografią doszedł do oryginalnych wniosków pośród innych uczonych: wyjaśniając pochodzenie Słowian Wahyłewycz początkowo uważał, że ich pierwotną krainą były Indie, w późniejszym czasie (pod wpływem innych uczonych) zmienił zdanie i wyprowadzał ich rodowód z terenów naddunajskich.
Mieszkał w skromnych warunkach w parterowym domku w ogrodzie Ossolińskich. Zmarł w nędzy.

## Literatura
- Енциклопедія українознавства. T. 1. Lwów, 1993, s. 203. (ukr.)
- F. I. Steblij. Wahyłewycz Iwan Mykołajowycz. W Encykłopedija istoriji Ukrajiny. T. 1 : А — В. Kijów: Naukowa dumka, 2003, s. 425. (ukr.)